# Siphonops
Siphonops là một chi động vật lưỡng cư trong họ Caeciliidae, thuộc bộ Gymnophiona. Chi này có 5 loài và không bị đe dọa tuyệt chủng.

## Danh sách loài
- Siphonops annulatus (Mikan, 1820)
- Siphonops hardyi Boulenger, 1888
- Siphonops insulanus Ihering, 1911
- Siphonops leucoderus Taylor, 1968
- Siphonops paulensis Boettger, 1892

## Hình ảnh

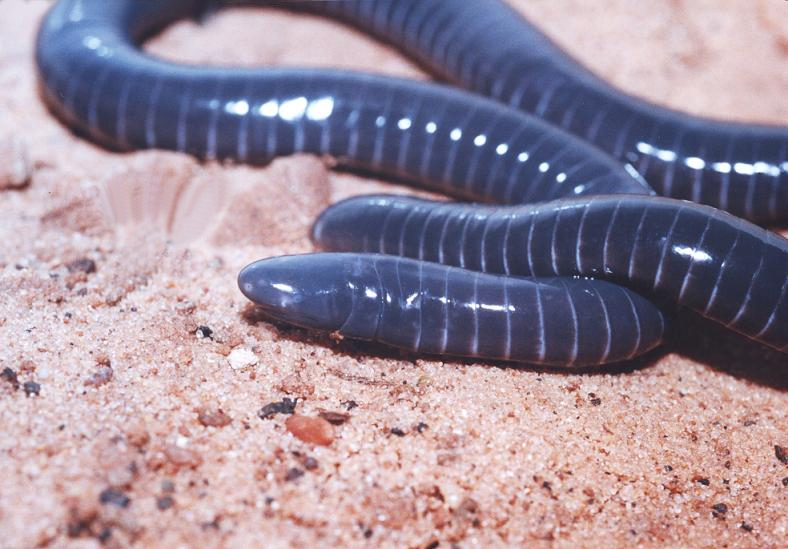